# Down on the Upside
Down on the Upside – piąty album studyjny amerykańskiej grupy grungeowej Soundgarden, wydany 21 maja 1996 roku, przez wytwórnię A&M Records. Po trasie promującej poprzedni album Superunknown zespół wszedł do studia w połowie 1995 roku. Muzyka na tej płycie jest lżejsza niż na poprzednich wydawnictwach, zespół postawił zaś na eksperymentowanie z nowymi dźwiękami.
Album zadebiutował na drugim miejscu na liście Billboard 200. Promowały go single "Pretty Noose", "Burden in My Hand", "Blow Up the Outside World", i "Ty Cobb". Zespół rozpoczął trasę promującą po całym świecie, a także gościł na festiwalu Lollapalooza w 1996 roku. Rok później, napięcia w zespole doprowadziły do rozpadu zespołu. Down on the Upside uzyskał dwa razy status platynowej płyty w Stanach Zjednoczonych.

## Nagranie
Sesja nagraniowa albumu miała miejsce od listopada 1995 do lutego 1996 roku w Studio Litho i Bad Animals Studio w Seattle. Właścicielem Studia Litho jest gitarzysta Pearl Jam Stone Gossard. Członkowie zespołu, wzięli na siebie odpowiedzialność za produkcję płyty. Adam Kasper, który wcześniej z Soundgarden pracował jako inżynier dźwięku na Superunknown, na Down on the Upside zajął się współpracą przy produkcji, a także miksowaniem.

Prace nad albumem rozpoczęły się w lipcu 1995 roku. Mając napisanych już kilka utworów, zespół zrobił sobie przerwę, aby wystąpić na kilku festiwalach w Europie, gdzie mogli wypróbować nowy materiał na żywo. Następnie sporą część kompozycji nagrali w miesiąc, w studiu Litho. Zespół zamierzał wprowadzić rzeczy, których dotąd nie próbował, a także używać większej gamy materiałów. Zespół starał się stworzyć "żywą atmosferę" albumu, oraz wyeksponować dźwięki, które producenci zazwyczaj starają się usunąć. Zespół spędził w studiu mniej czasu, niż podczas pracy nad poprzednią płytą.
Cornell opisał proces tworzenia albumu jako "szybszy i łatwiejszy". Większość materiału została napisana przez Cornella i Shepherda, na płycie znalazło się 6 kompozycji tego ostatniego. Z tego powodu pojawiły się w grupie spięcia, zwłaszcza na linii Cornell-Thayil. Gitarzysta nie akceptował decyzji wokalisty, który chciał odejść od cięższego grania, które było dotąd znakiem rozpoznawalnym Soundgarden. Skutkiem tego konfliktu, jest tylko jeden utwór Thayila na płycie, "Never the Machine Forever", do którego napisał tekst i muzykę. Był to także ostatni nagrany utwór, jaki zespół nagrał. Wstępny zarys utworu pojawił się na jam session Thayila z Gregiem Gilmore. We wkładce dołączonej do płyty, Thayil wymienił Gilmore'a jako inspirację. Odnośnie do procesu komponowania, Thayil powiedział: "To może być trochę irytujące, jeśli nie jest się zadowolonym ze swojego wkładu twórczego, ale z drugiej strony, wciąż pisałem wszystkie sola i tak naprawdę nie było ograniczeń, w częściach przelanych na gitarę". Cornell natomiast stwierdził "W tym czasie mieliśmy gotowy materiał, Kim miał zaś ochotę na granie ciężej. Po prostu chcieliśmy odkryć nowsze rzeczy."

## Kompozycje
Utwory są znacznie bardziej stonowane niż na poprzednich wydawnictwach. Położono nacisk na brzmienie i melodie. Zespół zaczął eksperymentować z nowymi instrumentami i możliwościami technicznymi. Kilka piosenek zostało napisanych w nieparzystym metrum. Nastrój albumu jest mniej mroczny niż na Superunknown.
Stephen Thomas Erlewine z Allmusic napisał, że Soundgarden "zachowali swoje ambitne struktury piosenek, neo-psychodeliczne partie gitarowe i melodie". Utwory często różnią się swoim tempem, stąd też Thayil nazwał Down on the Upside albumem z "podwójnym charakterem". Tłumaczył również:"Muzyka prowadzi słuchaczy w inne rejony i pozwala odnieść wrażenie, że nie słuchają tego samego w kółko."Shepherd nazwał album "najbardziej dokładnym obrazem tego, jak brzmi Soundgarden".

Muzycy często w wywiadach podkreślali, iż chcieli spróbować nowych dźwięków. Na przykład, w utworze "Ty Cobb" Ben Shepherd gra na mandolinie, zaś w "Applebite" Matt Cameron używa syntezatorów Mooga. 

Soundgarden po raz kolejny stosował alternatywne stroje i nieparzyste metrum w kilku utworach. Na przykład, "Never Forever Machine" jest napisany w metrum 9/8. Zaś utwory "Pretty Noose" i "Burden in My Hand" zostały napisane w stroju CGCGGE.

## Wydanie i odbiór
Mimo iż album miał mniejszą sprzedaż niż jego poprzednik, Superunknown, to udało mu się zadebiutować na 2 miejscy listy Billboard 200. Do dziś album rozszedł się w dwóch milionach egzemplarzy.
Album promowały 4 single, "Pretty Noose", "Burden in My Hand", "Blow Up the Outside World", i "Ty Cobb", do których (poza "Ty Cobbem") nakręcono teledyski. "Pretty Noose", "Burden in my hand" i "Blow up the outside world" zostały notowane na wielu wykresach, m.in. na Mainstream Rock i Modern Rock Tracks Chart. "Ty Cobb" nie uplasował się w żadnym zestawieniu, jednak utwór znajdujący się na stronie B singla, "Rhinosaur" został odnotowany na 19. miejscu "Hot Mainstream Rock Tracks". "Burden in my hand" spędził łącznie 5 tygodni na Mainstream Rock i osiągnął drugie miejsce na Modern Rock Tracks Chart. W 1997 roku, singel "Pretty Noose" otrzymał nagrodę Grammy w kategorii "Best Hard Rock Performance".

## Opakowanie
Okładka albumu, przedstawia sylwetki poszczególnych członków zespołu, na żółtym tle. Autorem fotografii jest Kevin Westenberg. Przez pewien okres, okładka do singla "Blow Up the Outside World" była uznawana za okładkę całego albumu. Album został wydany również w limitowanej edycji, z Into the Upside, na którym znalazły się wywiady z muzykami.

## Trasa
Zespół wyruszył w 1996 roku w trasę z zespołem Metallica, występując m.in. na festiwalu Lollapalooza. Po Lollapaloozie, zespół rozpoczął trasę koncertową, podczas której nieustannie rosło napięcie w zespole. Podczas ostatniego jak się okazało koncertu, w Honolulu 9 lutego 1997, Shepherd w akcie frustracji rzucił swój bas w powietrze. Wskutek awarii sprzętu zespół opuścił scenę, jednak chwilę po tym Cornell i Cameron wrócili i we dwójkę dokończyli set. Za kulisami zaś, między Kimem Thayilem a Benem Shepherdem doszło do ostrej kłótni, a wręcz rękoczynów.

## Lista utworów
| Nr  | Tytuł utworu                | Słowa         | Muzyka        | Długość |
| --- | --------------------------- | ------------- | ------------- | ------- |
| 1.  | „Pretty Noose”              | Chris Cornell | Chris Cornell | 4:12    |
| 2.  | „Rhinosaur”                 | Chris Cornell | Matt Cameron  | 3:14    |
| 3.  | „Zero Chance”               | Chris Cornell | Ben Shepherd  | 4:18    |
| 4.  | „Dusty”                     | Chris Cornell | Ben Shepherd  | 4:34    |
| 5.  | „Ty Cobb”                   | Chris Cornell | Ben Shepherd  | 3:05    |
| 6.  | „Blow Up the Outside World” | Chris Cornell | Chris Cornell | 5:46    |
| 7.  | „Burden in My Hand”         | Chris Cornell | Chris Cornell | 4:50    |
| 8.  | „Never Named”               | Chris Cornell | Ben Shepherd  | 2:27    |
| 9.  | „Applebite”                 | Chris Cornell | Matt Cameron  | 5:10    |
| 10. | „Never the Machine Forever” | Kim Thayil    | Kim Thayil    | 3:36    |
| 11. | „Tighter & Tighter”         | Chris Cornell | Chris Cornell | 6:06    |
| 12. | „No Attention”              | Chris Cornell | Chris Cornell | 4:27    |
| 13. | „Switch Opens”              | Chris Cornell | Ben Shepherd  | 3:53    |
| 14. | „Overfloater”               | Chris Cornell | Chris Cornell | 5:09    |
| 15. | „An Unkind”                 | Ben Shepherd  | Ben Shepherd  | 2:08    |
| 16. | „Boot Camp”                 | Chris Cornell | Chris Cornell | 2:59    |
|     |                             |               |               | 1:05:54 |

## Twórcy
Soundgarden
- Chris Cornell – wokal, gitara, mandolina, pianino, mandola
- Kim Thayil – gitara
- Ben Shepherd – gitara basowa, mandolina, mandola,
- Matt Cameron – perkusja, instrumenty perkusyjne, syntezator

Produkcja
| - Adam Kasper – pianino na "Applebite", producent, inżynier, - Tom Smurdon – Asystent inżyniera, - Ben Marra Studios – fotografie - John Burton, Tom Smurdon – dodatkowi asystenci - David Collins – miksowanie dźwięku |  | - Helix, Seattle – okładka - Gregg Keplinger – techniczny brzmienia perkusji - Darrell Peters – techniczny brzmienia gitar - Soundgarden – producent dźwięku, miksowanie - Kevin Westenberg – fotografie |

## Pozycje w zestawieniach

### Album
| Zestawienie (1996)        | Pozycja |
| ------------------------- | ------- |
| Australian Albums Chart   | 1       |
| New Zealand Albums Chart  | 1       |
| US Billboard 200          | 2       |
| Swedish Albums Chart      | 3       |
| Canadian Albums Chart     | 4       |
| Finnish Albums Chart      | 4       |
| Norwegian Albums Chart    | 6       |
| UK Albums Chart           | 7       |
| Austrian Albums Chart     | 12      |
| Dutch Albums Chart        | 12      |
| German Albums Chart       | 15      |
| Belgian Albums Chart (Vl) | 18      |
| Belgian Albums Chart (Wa) | 19      |
| Swiss Albums Chart        | 20      |
| Hungarian Albums Chart    | 34      |
| French Albums Chart       | 44      |